# Germigny-sur-Loire
 Germigny-sur-Loire  es una población y comuna francesa, situada en la región de Borgoña, departamento de Nièvre, en el distrito de Nevers y cantón de Pougues-les-Eaux.

## Demografía
| 476 | 507 | 468 | 589 | 598 | 629 |
| Para los censos de 1962 a 1999 la población legal corresponde a la población sin duplicidades (Fuente: INSEE [Consultar]) |     |     |     |     |     |